# Elise Wessels-van Houdt
Elise Wessels-van Houdt (Rotterdam, 1 januari 1943 – Amsterdam, 6 juni 2023) was een Nederlands museumdirecteur en mecenas.
Wessels-van Houdt was een kunstverzamelaar, voornamelijk op het gebied van Japanse prenten en kunst. Al vanaf haar achttiende levensjaar was ze bezig met Japanse kunst met nadruk op de periode 1910-1950. Ze kocht daarbij alles wat zich tussen de traditionele (landschappen, geïdealiseerde vrouwenportretten) en moderne kunst (industrie, modebewuste Japansen) bevond. Ze kocht vanuit de gehele wereld aan, maar hield ook studiereizen door Japan. Het leidde tot een voor Nederland ongekende verzameling aan Japanse kunst. In 2009 was de collectie dermate groot dat ze haar eigen museum kon beginnen onder de naam Nihon no hanga (Japanse prenten). Dit leidde weer tot de inrichting van een tentoonstelling van Japanse kunst in het Rijksmuseum (2016). 
In oktober 2022 schonk ze een deel van haar verzameling (circa 1100 objecten) aan het Rijksmuseum, dat in één klap een van de belangrijkste collecties Japanse kunst in Europa in beheer kreeg, aldus directeur Taco Dibbits.
Naast het verzamelen van kunst promootte ze via de Stichting Für Elise. Wessles-van Houdt was liefhebster van klassieke muziek: Für Elise is een compositie van Ludwig van Beethoven. Via die stichting schonk ze financiële bijdragen op het gebied van klassieke muziek en opera, waarvan onder andere het Concertgebouw kon profiteren. Daarbij stelde ze Japanse musici in de gelegenheid betere muziekinstrumenten aan te schaffen en te bespelen. Ook droeg ze bij bij het Holland Festival. Ze omschreef zichzelf echter niet als financierder, maar als betrokkene.

## Persoonlijk
Ze was dochter van winkelier Jan Pieter Franciscus van Houdt en Tannetje de Raad. Elise van Houdt was getrouwd met Cees Wessels van Roadrunner Records. Ze was ridder in de Orde van Oranje-Nassau, was in het bezit van een zilveren anjer en van de keizerlijke onderscheiding Orde van de Rijzende Zon (met gouden en zilveren stralen).
- Bibsys: 1512647519145
- Gemeinsame Normdatei: 1286510295
- International Standard Name Identifier: 0000 0004 2322 893X
- Library of Congress Control Number: no2014004525
- Nederlandse Thesaurus van Auteursnamen: 364285273
- Système universitaire de documentation: 231812868
- Virtual International Authority File: 305827799